# Baldo degli Ubaldi (métro de Rome)
Pour les articles homonymes, voir Baldo.
Baldo degli Ubaldi est une station de la ligne A du métro de Rome.

## Situation sur le réseau
Établie en souterrain, la station Baldo degli Ubaldi est située sur la ligne A du métro de Rome, entre les stations Cornelia, en direction de Battistini, et Valle Aurelia, en direction de Anagnina.